# تخيل بصري
التخيل البصري
هو عملية تقريب هادفه لتوليد الصور العقلية البصرية، بعيون مفتوحة أو مغلقة، زائفة أو إعادة الإدراك البصري، من أجل الحفاظ وتفحص وتحويل تلك الصورة، وبالتالي تعديل مشاعرهم المرتبطة بها أو احاسيسهم، بقصد تجربة فسيولوجية تابعه لها مفيدة ونفسية، أو التأثير الاجتماعي، مثل الإسراع في التئام الجروح في الجسم، الحد من الألم الجسدي، تخفيف الألم النفسي بما في ذلك القلق، والحزن، وتدني الحالة المزاجية، تحسين احترام الذات أو الثقة بالنفس، وتعزيز القدرة على التكيف عند التعامل مع الآخرين.
الصور العقلية المرئية وغير المرئية:
الدماغ قادر على خلق أنواع أخرى من الصور العقلية، بالإضافة إلى الصور المرئية، بما في ذلك الصور السمعية من الأصوات، الصور الذوقية من الأذواق، صور شمية من الروائح، التصوير الحركي للحركات، وصور مسي تعمل باللمس، ودمج الملمس، درجة الحرارة، والضغط. 
وعلى الرغم من القدرة على توليد الصور الذهنية عبر طرائق الحسية، مصطلح «التخيل البصري» يدل على العمليات التي يولدوها شخص والعمليات العقلية والصور المرئية على وجه التحديد.
ومع ذلك، التخيل البصري يرتبط ارتباطا وثيقا، ويعتبر في كثير من الأحيان كجزء واحد من، التخيل الموجّه. في التخيل الموجّه، طبيب تدريب أو معلم يساعد المشاركين أو المريض إلى إلغاء وتوليد الصور الذهنية التي تقلد أو تعيد إنشاء الإدراك الحسي من الرؤية، الاصوات، الأذواق، الرائحة، الحركات، والتي تعمل باللمس، وكذلك محتوى الخيال أو العقلي أن الخبرات المشاركة تخضع كما تتحدى فئات الحسية التقليدية. 
ومع ذلك، يتم الإبلاغ عن الصور الذهنية البصرية والسمعية بأنها الأكثر شيوعا التي يعاني منها الناس عادة، في التجارب التي تسيطر عليها، وعند المشاركة في التخيل الموجّه، مع الصور المرئية المتبقية بحثت أكثر على نطاق واسع وموثقة في الأدبيات العلمية.
جميع الصور العقلية، بما في ذلك الصور المرئية ولدت من خلال التخيل البصري، يمكن أن يعجل أو تترافق مع مشاعر قوية أو احاسيس.
تطبيق العلاجي:
ويهدف التطبيق العلاجي من التخيل البصري لتثقيف المريض في تغيير الصور الذهنية، والتي بدورها تساهم في التغيير العاطفي. على وجه التحديد، فإنها عملية تسهل على المريض في استبدال الصور التي تفاقم الألم الجسدي، تفاقم الألم النفسي، تأكيد الوهن، يتذكر وإعادة بناء الأحداث المؤلمة، أو تكثيف المشاعر المزعجة مثل اليأس والقلق، مع الصور التي تؤكد ويترسب الراحة الجسدية والوضوح المعرفي، الاتزان العاطفي.
قد تكون سهلت هذه العملية من قبل طبيب أو معلم في شخص لفرد أو مجموعة. بدلا من ذلك، فإن المشاركين أو المرضى قد اتبع الإرشادات المقدمة من تسجيل الصوت والفيديو، أو وسائل الإعلام السمعية والبصرية التي تضم تعليمات المنطقية التي قد تكون مصحوبة بالموسيقى أو الصوت.
سواء كانت مقدمة في شخص، أو تسليمها عن طريق وسائل الإعلام، والتعليم اللفظي يتكون من الكلمات، وغالبا ما قبل كتابتها، وتهدف إلى توجيه انتباه المشاركين إلى غرض توليد الصور الذهنية البصرية التي تترسب استجابة نفسية وفسيولوجية إيجابية، وتتضمن زيادة الاسترخاء الذهني والبدني وانخفاض الضغط النفسي والجسدي.
مراحل التخيل البصري:
-	المرحلة 1 هي «توليد الصورة». وهذا ينطوي على توليد الصور العقلية، من الذاكرة، من الخيال، أو مزيج من الاثنين معا.
-	المرحلة 2 هي «حفظ الصورة». وهذا ينطوي على الاكتفاء المتعمد والحفاظ على الصور، والتي بدونها صورة ذهنية تخضع إلى الاضمحلال السريع، ولا تبقى لمدة كافية للشروع في المراحل القادمة.
-	المرحلة 3 هي «فحص الصورة». في هذه المرحلة، مرة واحدة ولدت وحافظ عليها، ويتم فحص صورة ذهنية واستكشافها، وضعت في التفاصيل، وتفسير فيما يتعلق بالشخص. وهذا غالبا ما ينطوي على عملية المسح، الشخص الذي يوجه الاهتمام عبر وحول صورة، تحولات زائفه في منظور الإدراك الحسي.
-	المرحلة 4 هي «تحول الصورة». في هذه المرحلة، يحول الشخص أو يعدل أو يغير محتوى صور عقلية ولدت، في مثل هذه الطريقة لتحل محل الصور التي تثير المشاعر السلبية، تدل على المعاناة وتفاقم الألم النفسي، أو تؤكد على العجز أو الوهن، بالنسبة لأولئك التي تثير المشاعر الإيجابية، وتكون موحية من الحكم الذاتي، والقدرة على التكيف، وزيادة درجة الكفاءة العقلية والقدرة البدنية.
الاستيعاب والانتباه:
وحتى يتسنى للشخص نظموا أن يستفيد من هذه العملية من التخيل البصري، أو أنه يجب أن تكون قادرة أو عرضة للاستيعاب، وهي «الانفتاح على استيعاب وتجارب تغيير النفس».
وعلاوة على ذلك، فإن عملية معالجة الصور المرئية يضع مطالب كبيرة على موارد الانتباه المعرفية، بما في ذلك الذاكرة العاملة.
ونتيجة لذلك، في الممارسة السريرية، كثيرا ما تقدم التخيل البصري كجزء من إستراتيجية متعددة الوسائط يجمع بين تدخلات أخرى، فإن معظم التفكر الموجّه عادة أو شكلا من أشكال التطبيق التأملي العملي، وتقنيات الاسترخاء، والتأمل والموسيقى أو العلاج بالموسيقى تقبلا، لأن هذه الأساليب يمكن زيادة الأشخاص أو المريض القدرة أو القابلية للاستيعاب، وتعزيز السيطرة على الانتباه، وتجديد الموارد المعرفية المطلوبة، وبالتالي زيادة فعالية المحتملة من التخيل البصري .
التخيل البصري والتخيل الموجه:
وعلى الرغم من ان الصور الذهنية البصرية والسمعية هي أعلن كما يجري في معظم الأحيان التي يعاني منها الناس وحتى مع الصور المرئية المتبقية أجريت بحوث علمية عديدة حول التخيل البصري وقد ذكرت بعض الأدبيات العلمية، مصطلح «التخيل البصري» لكن يندر استخدام هذا المصطلح بعينة فقد استخدموه مصطلح «التخيل الموجه»، التي تستخدمه كتب البحوث عادة للإشارة إلى توليد، والحفاظ، والفحص، وتحويل الصور العقلية في جميع الطرائق وفي إشارة إلى معالجة الصور المرئية وحدها، وعلى وجه التحديد. أيضا، استخدام بعض الكتب مصطلح «التخيل البصري» بالتبادل مع «التخيل الموجه». وفي الوقت نفسه، والبعض الآخر يشير إلى التخيل الموجه بطريقة تشير إلى أنه يتضمن التخيل البصري .
في كثير من الأحيان تقيس وتحلل وتناقش الآثار المترتبة على كل من التخيل البصري وتوجه الصور بشكل جماعي وهو جزء لا يتجزأ من تدخلات العقل والجسم الأخرى التي يتم الجمع بينها عادة، بما في ذلك الموسيقى والتأمل أو العلاج بالموسيقى تقبلا والاسترخاء، والتأمل الموجهة أو التطبيق التأملي العملي، ومذكرات لحفظ أو اليومية للانعكاس الذات، ونتيجة لذلك غالبا ما يكون من الصعب أن تعزى النتائج الإيجابية أو السلبية على أي واحدة من المصطلحين
التأثير:
التخيل البصري قد يساعد مرضى السرطان يشعر أكثر إيجابية، ولكن ليس هناك دليل طبي أنه يؤثر على المرض.